# Джек Делраймпл
Джон Стюарт «Джек» Делраймпл III (англ. John Stewart «Jack» Dalrymple III; нар. 16 жовтня 1948, Міннеаполіс, Міннесота) — американський політик. Він є губернатором штату Північна Дакота з 7 грудня 2010 року, до цього був заступником губернатора з 2000 по 2010 рік. Член Республіканської партії.
Здобув ступінь бакалавра з американістики в Єльському університеті, а потім працював підприємцем у сільськогосподарському секторі в Північній Дакоті. З 1985 по 2000 рік входив до Палати представників Північної Дакоти.